# Vitus Bering (digter)
|  | For den opdagelsesrejsende af samme navn, se Vitus Bering. |
Vitus Pedersen Bering (født 6. oktober 1617 i Viborg, død 20. maj 1675) var dansk digter (på latin) og historiker. Søfarers Vitus Berings grandonkel.
Bering var fra 1650 kongelig historiograf. I 1650 blev han også professor i historie ved Sorø Akademi efter en kort overgang i 1650 at have været professor i poesi ved Københavns Universitet. Stillingen ved Sorø Akademi forlod han dog allerede 1651.
Bering ejede landstedet Christiansholm ved Klampenborg.